# ランベルト正積円筒図法

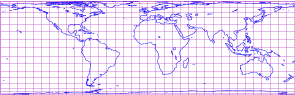
ランベルト正積円筒図法

太平洋を中心にして描かれたランベルト正積円筒図法による世界地図

ランベルト正積円筒図法（ランベルトせいせきえんとうずほう）とは、投影法の一つである。円筒図法の一種。主に世界全体の分布図に用いられる。
縦方向には間隔が一定の経線、横方向には高緯度ほど間隔が狭まる緯線が描かれ、どこも直交している。面積が正しく表されるように、経線の間隔を一定にして緯線の間隔を高緯度ほど小さくした図法である。高緯度ほど横に大きく広がって示されるので、形は正しくない。

## 正積円筒図法の一般論
ランベルト正積方位図法においては、赤道付近だけを見れば形が正しい（正角である）が、南北に離れるにつれて形が崩れる。地球上では南北に行くほど経線が狭くなる（緯度 {\displaystyle \phi \,} に対して {\displaystyle \cos \phi } 倍）のを平行線に「広げ」、正積性を保つために緯線の間隔をその分だけ「狭く」しているからである。縦横比でいえば {\displaystyle 1/\cos ^{2}\phi } 倍だけ東西方向に引き伸ばされている。
ここで角度 {\displaystyle \phi _{0}\,} を定め、ランベルト正積方位図法を南北方向に {\displaystyle 1/\cos ^{2}\phi _{0}} 倍する。全体を一定数倍するだけなので正積性が崩れない一方で、北緯・南緯 {\displaystyle \phi _{0}\,} では正角になる。赤道をはじめ他の緯度はもちろん正角ではない。これにより、正積円筒図法の特徴を保持したまま、特に注目したい緯度を正角にできる。
ただし南北方向の長さ、すなわち全体の縦横比は正角にする緯度により変化する。特徴的な緯度や便利な縦横比の場合については個別名が付けられている（en:Cylindrical equal-area projection#Discussion）。